# Ora (Nil)
Der Ora ist ein Fluss im Nordwesten Ugandas, der in den Albert-Nil mündet.

## Verlauf
Der Ora verläuft in Richtung Osten durch die Distrikte Zombo, Nebbi und Pakwach der Nordregion Ugandas und mündet schließlich in den nach Norden fließenden Albert-Nil. Im Mittel fallen im Einzugsgebiet des Ora jährlich 1336 mm Niederschläge. Das Einzugsgebiet innerhalb Ugandas von 2609 km² unterteilt sich in folgende Einheiten:
- Oberer Ora (861 km²)
- Nyagak (746 km²)
- Mittlerer Ora (420 km²)
- Unterer Ora (582 km²)

Ein linker Nebenfluss des Ora ist der Nyagak und ein rechter der Nyarwodo.

## Wirtschaft
Am Oro befindet sich das Nyagak-Wasserkraftwerk mit einer installierten Leistung von 3,5 MW.